# Pyykkisaari (ö i Birkaland, Övre Birkaland)
Pyykkisaari är en ö i Finland. Den ligger i sjön Vermasjärvi och i kommunen Virdois i den ekonomiska regionen  Övre Birkalands ekonomiska region  och landskapet Birkaland, i den sydvästra delen av landet, 240 km norr om huvudstaden Helsingfors. Öns area är 0,6 hektar och dess största längd är 160 meter i sydöst-nordvästlig riktning.